# Starets
Un starets, stariets ou staretz (du russe : masc. стáрец, fém. ста́рица – « staritsa », signifiant « vieillard » ), est le patriarche d'un monastère orthodoxe russe, où il est à la fois conseiller et enseignant. Les starets (pluriel russe стáрцы : « startsy ») ont souvent été des maîtres spirituels charismatiques, et leur sagesse provenait plus de leur intuition que de leur expérience.
L'ascétisme, la prière – selon l'Hésychasme – et la vertu sont les règles de vie des starets. Ceux-ci sont supposés recevoir de l'Esprit Saint des dons spéciaux comme ceux de guérison ou de prophétie. Ils ont surtout la capacité de donner des conseils spirituels efficaces sur les voies à suivre. Les starets sont donc considérés comme des sources d'inspiration et des exemples de vertu, de foi et de paix spirituelle.
Les starets ne sont nommés par personne mais sont simplement reconnus par les fidèles comme autorités spirituelles. En dehors de leurs périodes de recueillement ou de solitude volontaire, ils reçoivent des visiteurs (certains venant de très loin) pour les bénir (s'ils sont autorisés à le faire), prier avec eux et recevoir leur confession. On leur demande souvent des prières d'intercession sur des cas concrets, car celles-ci sont considérées comme particulièrement efficaces.
Les confessions personnelles sont encouragées par les starets. Beaucoup d'entre eux ont la réputation de connaître les secrets et l'avenir des visiteurs qu'ils n'ont jamais rencontrés. Les croyants pensent que le Saint-Esprit agit à travers le starets.

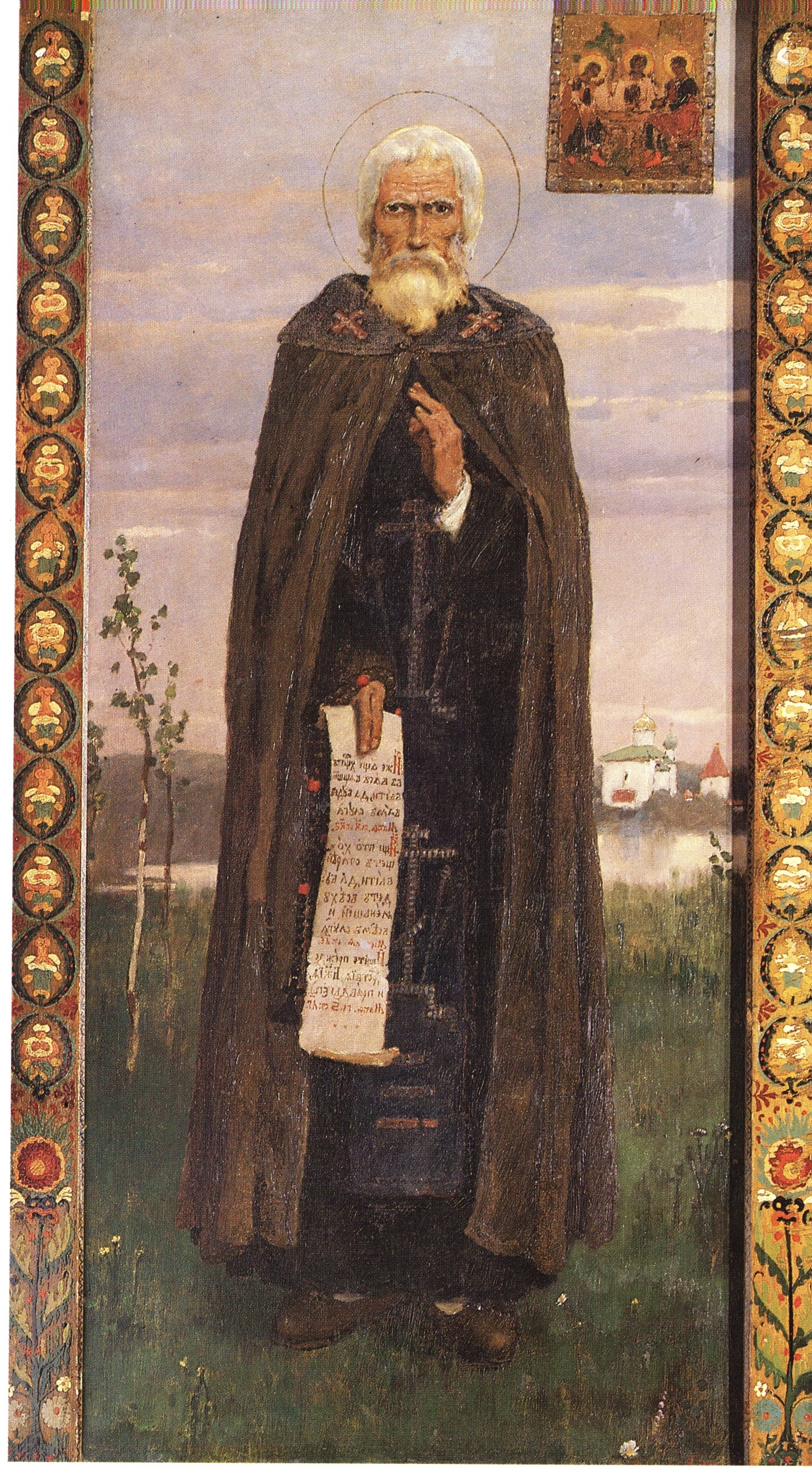
Saint Serge de Radonège devant son monastère, avec l'icône de la Trinité

## Origine des starets
L’existence des starets remonte aux débuts du monachisme chrétien au IVe siècle. C’est le mot grec γέρων (geron, « vieillard »), qui est à l’origine du mot russe « starets », tiré de l’adjectif « starĭtsĭ » employé en ancien slavon d’église et signifiant « vieux ». On note de nombreux patriarches et disciples dans la tradition grecque ; comme Sophrone de Jérusalem et Jean Moschus au septième siècle, ou encore Syméon le Pieux et Syméon le Nouveau Théologien au onzième siècle, suivi de leurs contemporains Porphyre et Saint Paisios. Serge de Radonège et Nil de Sora furent les deux starets les plus importants de l’ancienne Moscovie ; des communautés se forment autour d'eux, tels les starets de la Trans-Volga pour Nil de la Sora, qui rendent visible ce mode de vie ecclésial particulier. Le renouveau des starets au XVIIIe siècle est associé au nom de Païssy Velitchkovsky (1722-1794), à qui l’on doit la traduction russe de la Philocalie. Le starets le plus célèbre de la première partie du XIXe siècle est Séraphin de Sarov (1759-1833), qui fut après sa mort l’un des saints orthodoxes les plus vénérés.

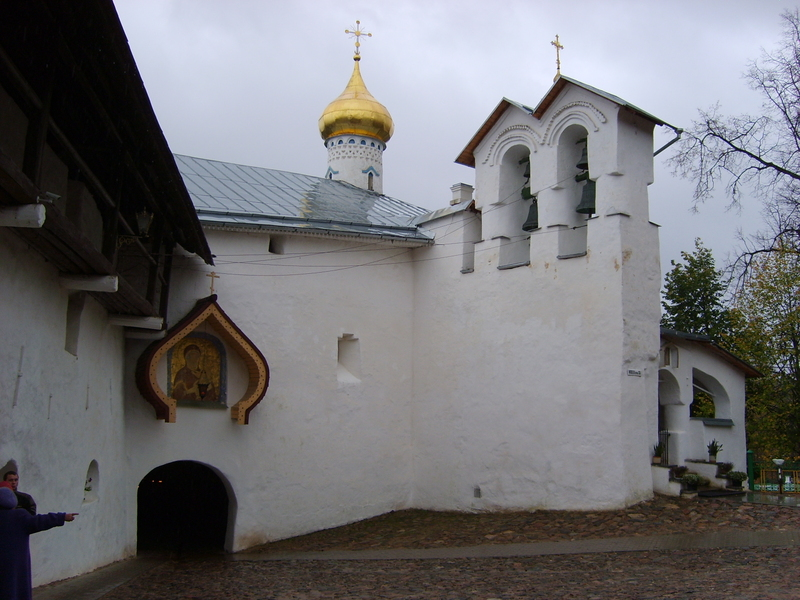
Le monastère de Pskov.

## Célèbres starets
L’ermitage Optina près de Kozelsk fut célèbre pour ses starets (l’archimandrite grand-schème Moïse, l’higoumène grand-schème Antoine, le moine grand-schème Léon, le moine grand-schème Macaire, le moine grand-schème Hilarion, le moine grand-schème Ambroise, le moine grand-schème Anatole (Zertsalov), entre autres). Des auteurs comme Gogol, Khomiakov, Tolstoï et Constantin Léontiev ont cherché le conseil des aînés de ce monastère. Ils ont aussi inspiré la figure du starets Zosime dans le roman de Dostoïevski Les Frères Karamazov. Raspoutine, d'après ses disciples, était lui aussi starets, bien que généralement non reconnu comme tel. Ou encore Fiodor Kouzmitch sujet à débats historiques sur son origine. Un exemple plus moderne de starets est l'Archimandrite Jean Krestiankin (1910-2006) du monastère de Pskov des Cavernes (russe : Псково-Печерский монастырь) qui a été reconnu comme tel par beaucoup d'orthodoxes vivant en Russie.
Le concept de « starets » fut répandu en Occident par J. D. Salinger dans Franny et Zooey.

## Autres sens
En bulgare et dans de nombreux langages slaves, le mot "staret" se traduit littéralement par "vieillard". Pour obtenir le même sens en russe, le mot stareishina est plus souvent employé.